# フェナレン
フェナレン(Phenalene)は、多環芳香族炭化水素である。他の多くの多環芳香族炭化水素と同様に、フェナレンは、化石燃料の燃焼によって形成される大気汚染物質である
。